# International Champions Cup 2016
International Champions Cup 2016 là một chuỗi các trận đấu bóng đá giao hữu được tổ chức vào nửa cuối tháng 7 năm 2016. Đây là mùa giải thứ tư nằm trong chuỗi trận giao hữu bóng đá quốc tế tổ chức vào mùa hè hàng năm. 
Vào háng 12 năm 2015, Juventus, Tottenham Hotspur và Melbourne Victory xác nhận sẽ tham dự giải đấu tại Úc.Atlético Madrid là đội thứ tư xác nhận có mặt vào ngày 1 tháng 3 năm 2016. Với Melbourne Victory, họ trở thành câu lạc bộ đầu tiên từ Liên đoàn bóng đá châu Á thi đấu tại International Champions Cup.
Ngày 5 tháng 2 năm 2016, Manchester City thông báo họ sẽ tranh tài tại giải đấu một lần nữa, lần này là tại Trung Quốc cùng với hai đội bóng khác là Manchester United và Borussia Dortmund. Borussia Dortmund đứng đầu giải đấu này, nhưng do trận đấu giữa Manchester City và Manchester United không được tổ chức nên không có cúp được trao.
Theo những báo cáo từ giải đấu tại Hoa Kỳ vào tháng 3 năm 2016 sẽ bao gồm các đội bóng từng vô địch châu Âu Barcelona, Bayern München, Celtic, Chelsea, Liverpool, và Real Madrid, cũng như Leicester City và Paris Saint-Germain.

## Các đội

### Bắc Mỹ và châu Âu
| Quốc gia    | Đội bóng            | Thành phố | Liên đoàn | Giải đấu             |
| ----------- | ------------------- | --------- | --------- | -------------------- |
| Anh         | Chelsea             | Luân Đôn  | UEFA      | Premier League       |
| Anh         | Leicester City      | Leicester | UEFA      | Premier League       |
| Anh         | Liverpool           | Liverpool | UEFA      | Premier League       |
| Ý           | Inter Milan         | Milano    | UEFA      | Serie A              |
| Ý           | Milan               | Milano    | UEFA      | Serie A              |
| Pháp        | Paris Saint-Germain | Paris     | UEFA      | Ligue 1              |
| Scotland    | Celtic              | Glasgow   | UEFA      | Scottish Premiership |
| Tây Ban Nha | Barcelona           | Barcelona | UEFA      | La Liga              |
| Tây Ban Nha | Real Madrid         | Madrid    | UEFA      | La Liga              |
| Đức         | Bayern München      | München   | UEFA      | Bundesliga           |

### Trung Quốc
| Quốc gia | Đội bóng          | Thành phố  | Liên đoàn | Giải đấu       |
| -------- | ----------------- | ---------- | --------- | -------------- |
| Anh      | Manchester City   | Manchester | UEFA      | Premier League |
| Anh      | Manchester United | Manchester | UEFA      | Premier League |
| Đức      | Borussia Dortmund | Dortmund   | UEFA      | Bundesliga     |

### Úc
| Quốc gia    | Đội bóng          | Thành phố | Liên đoàn | Giải đấu       |
| ----------- | ----------------- | --------- | --------- | -------------- |
| Anh         | Tottenham Hotspur | Luân Đôn  | UEFA      | Premier League |
| Úc          | Melbourne Victory | Melbourne | AFC       | A-League       |
| Ý           | Juventus          | Torino    | UEFA      | Serie A        |
| Tây Ban Nha | Atlético Madrid   | Madrid    | UEFA      | La Liga        |

## Địa điểm
| Melbourne                                   | Melbourne |
| ------------------------------------------- | --------- |
| Melbourne Cricket Ground                    | Melbourne |
| 37°49′12″N 144°59′0″Đ / 37,82°N 144,98333°Đ | Melbourne |
| Sức chứa: 100.024                           | Melbourne |
|                                             | Melbourne |

| Bắc Kinh                                        | Thâm Quyến                                      | Thượng HảiBắc KinhThâm Quyến | Thượng Hải                                           |
| ----------------------------------------------- | ----------------------------------------------- | ---------------------------- | ---------------------------------------------------- |
| Sân vận động Quốc gia Bắc Kinh                  | Sân vận động Long Cương                         | Thượng HảiBắc KinhThâm Quyến | Sân vận động Thượng Hải                              |
| 39°59′30″B 116°23′26″Đ / 39,99167°B 116,39056°Đ | 22°41′49,7″B 114°12′43,9″Đ / 22,68333°B 114,2°Đ | Thượng HảiBắc KinhThâm Quyến | 31°11′0,61″B 121°26′14,28″Đ / 31,18333°B 121,43333°Đ |
| Sức chứa: 80.000                                | Sức chứa: 60.334                                | Thượng HảiBắc KinhThâm Quyến | Sức chứa: 56.842                                     |
|                                                 |                                                 | Thượng HảiBắc KinhThâm Quyến |                                                      |

| Ann Arbor                                             | Columbus                                                                                   | Pasadena                                                                                   | East Rutherford                                 |
| ----------------------------------------------------- | ------------------------------------------------------------------------------------------ | ------------------------------------------------------------------------------------------ | ----------------------------------------------- |
| Sân vận động Michigan                                 | Sân vận động Ohio                                                                          | Rose Bowl                                                                                  | Sân vận động MetLife                            |
| 47°35′42,72″B 122°19′53,76″T / 47,58333°B 122,31667°T | 40°0′6″B 83°1′11″T / 40,00167°B 83,01972°T                                                 | 34°9′41″B 118°10′3″T / 34,16139°B 118,1675°T                                               | 40°44′12″B 74°9′1″T / 40,73667°B 74,15028°T     |
| Sức chứa: 107.601                                     | Sức chứa: 104.944                                                                          | Sức chứa: 92.542                                                                           | Sức chứa: 82.566                                |
|                                                       |                                                                                            |                                                                                            |                                                 |
| Charlotte                                             | Ann ArborColumbusPasadenaEast RutherfordCharlotteSanta ClaraMinneapolisChicagoEugeneCarson | Ann ArborColumbusPasadenaEast RutherfordCharlotteSanta ClaraMinneapolisChicagoEugeneCarson | Santa Clara                                     |
| Sân vận động Bank of America                          | Ann ArborColumbusPasadenaEast RutherfordCharlotteSanta ClaraMinneapolisChicagoEugeneCarson | Ann ArborColumbusPasadenaEast RutherfordCharlotteSanta ClaraMinneapolisChicagoEugeneCarson | Sân vận động Levi's                             |
| 35°13′33″B 80°51′10″T / 35,22583°B 80,85278°T         | Ann ArborColumbusPasadenaEast RutherfordCharlotteSanta ClaraMinneapolisChicagoEugeneCarson | Ann ArborColumbusPasadenaEast RutherfordCharlotteSanta ClaraMinneapolisChicagoEugeneCarson | 37°24′10,8″B 121°58′12″T / 37,4°B 121,97°T      |
| Sức chứa: 74.455                                      | Ann ArborColumbusPasadenaEast RutherfordCharlotteSanta ClaraMinneapolisChicagoEugeneCarson | Ann ArborColumbusPasadenaEast RutherfordCharlotteSanta ClaraMinneapolisChicagoEugeneCarson | Sức chứa: 68.500                                |
|                                                       | Ann ArborColumbusPasadenaEast RutherfordCharlotteSanta ClaraMinneapolisChicagoEugeneCarson | Ann ArborColumbusPasadenaEast RutherfordCharlotteSanta ClaraMinneapolisChicagoEugeneCarson |                                                 |
| Minneapolis                                           | Chicago                                                                                    | Eugene                                                                                     | Carson                                          |
| Sân vận động U.S. Bank                                | Soldier Field                                                                              | Sân vận động Autzen                                                                        | Trung tâm StubHub                               |
| 44°58′26″B 93°15′28″T / 44,97389°B 93,25778°T         | 41°51′45″B 87°37′0″T / 41,8625°B 87,61667°T                                                | 44°3′30″B 123°4′7″T / 44,05833°B 123,06861°T                                               | 33°51′52″B 118°15′40″T / 33,86444°B 118,26111°T |
| Sức chứa: 66.792                                      | Sức chứa: 61.500                                                                           | Sức chứa: 59.000                                                                           | Sức chứa: 27.000                                |
|                                                       |                                                                                            |                                                                                            |                                                 |

| Luân Đôn                                    | Glasgow                                       | Dublin                                       | Luân ĐônGlasgowDublinStockholmLimerick | Stockholm                             | Limerick                                   |
| ------------------------------------------- | --------------------------------------------- | -------------------------------------------- | -------------------------------------- | ------------------------------------- | ------------------------------------------ |
| Sân vận động Wembley                        | Celtic Park                                   | Sân vận động Aviva                           | Luân ĐônGlasgowDublinStockholmLimerick | Friends Arena                         | Thomond Park                               |
| 51°33′21″B 0°16′47″T / 51,55583°B 0,27972°T | 55°50′58,96″B 4°12′20,12″T / 55,83333°B 4,2°T | 53°20′6,5″B 6°13′42″T / 53,33333°B 6,22833°T | Luân ĐônGlasgowDublinStockholmLimerick | 59°22′21″B 18°00′0″Đ / 59,3725°B 18°Đ | 52°40′27″B 8°38′33″T / 52,67417°B 8,6425°T |
| Sức chứa: 90.000                            | Sức chứa: 60.411                              | Sức chứa: 51.700                             | Luân ĐônGlasgowDublinStockholmLimerick | Sức chứa: 50.653                      | Sức chứa: 25.630                           |
|                                             |                                               |                                              | Luân ĐônGlasgowDublinStockholmLimerick |                                       |                                            |

## Các trận đấu

### Bắc Mỹ và châu Âu
| VT | Đội                 | Tr | T | TP | BP | B | BT | BB | BHS | Đ | Kết quả chung cuộc                |
| -- | ------------------- | -- | - | -- | -- | - | -- | -- | --- | - | --------------------------------- |
| 1  | Paris Saint-Germain | 3  | 3 | 0  | 0  | 0 | 10 | 2  | +8  | 9 | Vô địch ICC Hoa Kỳ & châu Âu 2016 |
| 2  | Liverpool           | 3  | 2 | 0  | 0  | 1 | 6  | 1  | +5  | 6 |                                   |
| 3  | Chelsea             | 3  | 2 | 0  | 0  | 1 | 6  | 4  | +2  | 6 |                                   |
| 4  | Barcelona           | 3  | 2 | 0  | 0  | 1 | 7  | 7  | 0   | 6 |                                   |
| 5  | Real Madrid         | 3  | 2 | 0  | 0  | 1 | 5  | 5  | 0   | 6 |                                   |
| 6  | Bayern München      | 3  | 1 | 0  | 1  | 1 | 7  | 5  | +2  | 4 |                                   |
| 7  | Inter Milan         | 3  | 1 | 0  | 0  | 2 | 4  | 7  | −3  | 3 |                                   |
| 8  | AC Milan            | 3  | 0 | 1  | 0  | 2 | 4  | 8  | −4  | 2 |                                   |
| 9  | Leicester City      | 3  | 0 | 1  | 0  | 2 | 3  | 9  | −6  | 2 |                                   |
| 10 | Celtic              | 2  | 0 | 0  | 1  | 1 | 2  | 4  | −2  | 1 |                                   |

| Celtic                                                     | 1–1      | Leicester City                                                 |
| ---------------------------------------------------------- | -------- | -------------------------------------------------------------- |
| O'Connell 59'                                              | Chi tiết | Mahrez 46'                                                     |
| Loạt sút luân lưu                                          |          |                                                                |
| Çiftçi · Johansen · Allan · O'Connell · Christie · Forrest | 5–6      | Fuchs · Wasilewski · Drinkwater · Chilwell · Okazaki · Amartey |

| Inter Milan           | 1–3      | Paris Saint-Germain           |
| --------------------- | -------- | ----------------------------- |
| Jovetić 45+3' (ph.đ.) | Chi tiết | Aurier 14', 87' · Kurzawa 61' |

| Real Madrid         | 1–3      | Paris Saint-Germain         |
| ------------------- | -------- | --------------------------- |
| Marcelo 44' (ph.đ.) | Chi tiết | Ikoné 2' · Meunier 35', 40' |

| Bayern München                      | 3–3      | AC Milan                                        |
| ----------------------------------- | -------- | ----------------------------------------------- |
| Ribéry 29', 90' (ph.đ.) · Alaba 38' | Chi tiết | Niang 23' · Bertolacci 49' · Kucka 61'          |
| Loạt sút luân lưu                   |          |                                                 |
| Lahm · Alaba · Bernat · Rafinha     | 3–5      | Honda · Matri · Kucka · Romagnoli · Bonaventura |

| Chelsea    | 1–0      | Liverpool |
| ---------- | -------- | --------- |
| Cahill 10' | Chi tiết |           |

| Barcelona                                  | 3–1      | Celtic        |
| ------------------------------------------ | -------- | ------------- |
| Turan 11' · Ambrose 31' (l.n.) · Munir 41' | Chi tiết | Griffiths 29' |

| Real Madrid                    | 3–2      | Chelsea           |
| ------------------------------ | -------- | ----------------- |
| Marcelo 19', 26' · Mariano 37' | Chi tiết | Hazard 80', 90+1' |

| Inter Milan | 1–4      | Bayern Munich                   |
| ----------- | -------- | ------------------------------- |
| Icardi 90'  | Chi tiết | Green 7', 30', 35' · Ribéry 13' |

| Liverpool               | 2–0      | AC Milan |
| ----------------------- | -------- | -------- |
| Origi 59' · Firmino 73' | Chi tiết |          |

| Paris Saint-Germain                                      | 4–0      | Leicester City |
| -------------------------------------------------------- | -------- | -------------- |
| Cavani 26' (ph.đ.) · Ikoné 45' · Lucas 64' · Édouard 90' | Chi tiết |                |

| Barcelona                                   | 4–2      | Leicester City |
| ------------------------------------------- | -------- | -------------- |
| Munir 26', 45' · L. Suárez 34' · Mújica 84' | Chi tiết | Musa 47', 66'  |

| Bayern München | 0–1      | Real Madrid |
| -------------- | -------- | ----------- |
|                | Chi tiết | Danilo 79'  |

| AC Milan        | 1–3      | Chelsea                             |
| --------------- | -------- | ----------------------------------- |
| Bonaventura 38' | Chi tiết | Traoré 24' · Oscar 70' (ph.đ.), 87' |

| Liverpool                                                   | 4–0      | Barcelona |
| ----------------------------------------------------------- | -------- | --------- |
| Mané 15' · Mascherano 47' (l.n.) · Origi 48' · Grujić 90+3' | Chi tiết |           |

| Inter Milan               | 2–0      | Celtic |
| ------------------------- | -------- | ------ |
| Éder 45+1' · Candreva 71' | Chi tiết |        |

### Trung Quốc
| VT | Đội               | Tr | T | TP | BP | B | BT | BB | BHS | Đ |
| -- | ----------------- | -- | - | -- | -- | - | -- | -- | --- | - |
| 1  | Borussia Dortmund | 2  | 1 | 0  | 1  | 0 | 5  | 2  | +3  | 4 |
| 2  | Manchester City   | 1  | 0 | 1  | 0  | 0 | 1  | 1  | 0   | 2 |
| 3  | Manchester United | 1  | 0 | 0  | 0  | 1 | 1  | 4  | −3  | 0 |

| Manchester United | 1–4      | Borussia Dortmund                                      |
| ----------------- | -------- | ------------------------------------------------------ |
| Mkhitaryan 59'    | Chi tiết | Castro 19', 86' · Aubameyang 36' (ph.đ.) · Dembélé 57' |

| Manchester City | Hoãn     | Manchester United |
| --------------- | -------- | ----------------- |
|                 | Chi tiết |                   |

| Borussia Dortmund                                                       | 1–1      | Manchester City                                                                   |
| ----------------------------------------------------------------------- | -------- | --------------------------------------------------------------------------------- |
| Pulisic 90+6'                                                           | Chi tiết | Agüero 79'                                                                        |
| Loạt sút luân lưu                                                       |          |                                                                                   |
| Passlack · Kagawa · Castro · Burnic · Pulisic · Hober · Larsen · Merino | 5–6      | García · Adarabioyo · Fernandinho · Silva · Agüero · Nolito · Sterling · Angeliño |

### Úc
| VT | Đội               | Tr | T | TP | BP | B | BT | BB | BHS | Đ | Kết quả chung cuộc  |
| -- | ----------------- | -- | - | -- | -- | - | -- | -- | --- | - | ------------------- |
| 1  | Juventus          | 2  | 1 | 0  | 1  | 0 | 3  | 2  | +1  | 4 | Vô địch ICC Úc 2016 |
| 2  | Atlético Madrid   | 1  | 1 | 0  | 0  | 0 | 1  | 0  | +1  | 3 |                     |
| 3  | Melbourne Victory | 1  | 0 | 1  | 0  | 0 | 1  | 1  | 0   | 2 |                     |
| 4  | Tottenham Hotspur | 2  | 0 | 0  | 0  | 2 | 1  | 3  | −2  | 0 |                     |

| Melbourne Victory                            | 1–1      | Juventus                                     |
| -------------------------------------------- | -------- | -------------------------------------------- |
| Ingham 83'                                   | Chi tiết | Blanco 58'                                   |
| Loạt sút luân lưu                            |          |                                              |
| Valeri · Ingham · Baró · Galloway · Pasquali | 4–3      | Marrone · Vitale · Macek · Rosseti · Padovan |

| Juventus                | 2–1      | Tottenham Hotspur |
| ----------------------- | -------- | ----------------- |
| Dybala 6' · Benatia 14' | Chi tiết | Lamela 67'        |

| Tottenham Hotspur | 0–1      | Atlético Madrid |
| ----------------- | -------- | --------------- |
|                   | Chi tiết | Godín 40'       |